# Winnebago, Minnesota
Winnebago là một thành phố thuộc quận Faribault, tiểu bang Minnesota, Hoa Kỳ. Năm 2010, dân số của thành phố này là 1437 người.

## Dân số
- Dân số năm 2000: 1487 người.
- Dân số năm 2010: 1437 người.